# اندیس خاک سرخ خارستان و لاریز
خاک سرخ خارستان و لاریز یک اندیس غیرفلزی است که در حوالی شهر نوک آباد استان سیستان و بلوچستان قرار دارد و مادهٔ معدنی موجود در آن، هماتیت است.سنگ میزبان این اندیس سنگهای ولکانیک است و دیرینگی آن به دوران کرتاسه بالایی - ائوسن می‌رسد.